# Kruplin Radomszczański
Kruplin Radomszczański (dawn. Kruplin) – wieś w Polsce, położona w województwie łódzkim, w powiecie pajęczańskim, w gminie Nowa Brzeźnica.
W latach 1975–1998 miejscowość administracyjnie należała do województwa częstochowskiego.
Kruplin był wsią królewską w tenucie brzeźnickiej w powiecie radomszczańskim województwa sieradzkiego w końcu XVI wieku. 

## Integralne części wsi
| SIMC    | Nazwa              | Rodzaj    |
| ------- | ------------------ | --------- |
| 0139583 | Kruplin Średni     | część wsi |
| 0139548 | Kruplin-Barbarówka | część wsi |
| 0139554 | Kruplin-Gajówka    | część wsi |
| 0139560 | Kruplin-Parcela    | część wsi |
| 0139577 | Kruplin-Piaski     | część wsi |

## Charakterystyka wsi
Miejscowość Kruplin posiada charakter typowo rolniczy, dominuje rolnictwo oraz przemysł usługowy. Uzupełnieniem jest rekreacja i wypoczynek. W miejscowości mieszka ok. 650 osób.

## Geografia
Obszar miejscowości charakteryzuje się płaską, mało urozmaiconą rzeźbą terenu, w krajobrazie można jednak wyróżnić następujące jednostki morfologiczne: wyżyna polodowcowa, doliny rzeczne.

## Komunikacja i transport
Przez miejscowość przebiega droga krajowa nr 42. Transport mieszkańcom zapewnia PKS Radomsko linia Radomsko – Kruplin – Pajęczno, Radomsko – Kruplin – Wrocław oraz MPK Radomsko. Miejski autobus kursuje z Radomska do Kruplina linia 23.